# 어니타 사키지언
어니타 사키지언(영어: Anita Sarkeesian, 1983년 ~ )은 캐나다와 미국의 페미니스트 미디어 비평가, 강연가이다. 그녀의 부모는 이라크 아르메니아인 출신으로 캐나다에 이주하여 그녀를 낳았다.